# Byttneria divaricata
Byttneria divaricata är en malvaväxtart som beskrevs av George Bentham. Byttneria divaricata ingår i släktet Byttneria och familjen malvaväxter. Utöver nominatformen finns också underarten B. d. guaranitica.